# Трифон Трифоновски
Трифон Петров Христов-Трифон Трифоновски е български писател и преподавател. Почива през 2018-та година.

## Биография
Трифоновски е роден през 1933 г. във Вишовград. Завършва учителския институт в Плевен. Става директор на училищата в селата Чайка (Варненско), Зорница (Ямболско) и родното Вишовград.

## Творчество
Трифоновски е автор на книгите „Разголени размисли“ и „Моите любовници“; стихосбирките „По стръмния път на времето“, „Древна светлина и български дух“, „Земетръсно време“ и „Разгневено слънце“; сборниците с разкази „Нашенски зевзеци“, „Нека се обичаме“ и „Вълчи времена“; повестта „Завръщане на птиците“; романите: „Залавянето на Стефан Караджа“ и „Търново въстана“; селищната монография „Историческият път на Вишовград“ (в съавторство); учебниците „Наука и абсурди в ядрената физика“ и „Диполни системи и атомно ядро: Обща теория за невидимата материя“.